# Winden am See
Winden am See (ungarisch Sásony, kroatisch Binta) ist eine Gemeinde im Bezirk Neusiedl am See im Burgenland in Österreich mit 1384 Einwohnern (Stand 1. Jänner 2025).

## Geografie
Das gesamte Gemeindegebiet gehört zum Naturpark Neusiedlersee – Leithagebirge.

## Gemeindegliederung
Winden am See ist der einzige Ort in der Gemeinde.

## Nachbargemeinden
- Jois
- Breitenbrunn
- Kaisersteinbruch

## Geschichte

Winden (links unten) und Umgebung um 1873 (Aufnahmeblatt der Landesaufnahme)

Erste urkundliche Erwähnung auf einer Urkunde vom Jahre 1217, ausgestellt vom damaligen ungarischen König Andreas II. Der König bestätigte darin die Schenkung des Ortes Leginthov („Burschenteich“), das spätere Mönchhof, an das  Stift Heiligenkreuz und gewährte auch den anderen Besitzungen des Stiftes, nämlich Königshof, Winden und  Podersdorf, die Befreiung von allen Abgaben, Steuern und Zahlungen an die königliche Kammer. Während sich Mönchhof erst in der Gründungsphase befand, muss Winden als eigenständiger Ort bereits bestanden haben.
Der bedeutendste Meister des Leithagebirges, Hofsteinmetz Elias Hügel, organisierte und leitete den durch die Türkenkriege notwendig gewordenen Neubau von katholischen Kirchengebäuden.
Der Ort gehörte wie das gesamte Burgenland bis 1920/21 zu Ungarn (Deutsch-Westungarn).
Seit 1898 musste aufgrund der Magyarisierungspolitik der Regierung in Budapest der ungarische Ortsname Sásony verwendet werden. Nach Ende des Ersten Weltkriegs wurde nach zähen Verhandlungen Deutsch-Westungarn in den Verträgen von St. Germain und Trianon 1919 Österreich zugesprochen. Der Ort gehört seit 1921 zum neu gegründeten Bundesland Burgenland (siehe auch Geschichte des Burgenlandes).

## Bevölkerungsentwicklung
| Winden am See: Einwohnerzahlen von 1869 bis 2025    | Winden am See: Einwohnerzahlen von 1869 bis 2025 | Winden am See: Einwohnerzahlen von 1869 bis 2025 | Winden am See: Einwohnerzahlen von 1869 bis 2025 | Winden am See: Einwohnerzahlen von 1869 bis 2025 |
| --------------------------------------------------- | ------------------------------------------------ | ------------------------------------------------ | ------------------------------------------------ | ------------------------------------------------ |
| Jahr                                                |                                                  |                                                  |                                                  | Einwohner                                        |
| 1869                                                | 1869                                             |                                                  | 982                                              | 982                                              |
| 1880                                                | 1880                                             |                                                  | 1.005                                            | 1.005                                            |
| 1890                                                | 1890                                             |                                                  | 1.143                                            | 1.143                                            |
| 1900                                                | 1900                                             |                                                  | 1.101                                            | 1.101                                            |
| 1910                                                | 1910                                             |                                                  | 1.091                                            | 1.091                                            |
| 1923                                                | 1923                                             |                                                  | 1.064                                            | 1.064                                            |
| 1934                                                | 1934                                             |                                                  | 1.087                                            | 1.087                                            |
| 1939                                                | 1939                                             |                                                  | 1.070                                            | 1.070                                            |
| 1951                                                | 1951                                             |                                                  | 1.037                                            | 1.037                                            |
| 1961                                                | 1961                                             |                                                  | 1.004                                            | 1.004                                            |
| 1971                                                | 1971                                             |                                                  | 1.071                                            | 1.071                                            |
| 1981                                                | 1981                                             |                                                  | 1.084                                            | 1.084                                            |
| 1991                                                | 1991                                             |                                                  | 1.041                                            | 1.041                                            |
| 2001                                                | 2001                                             |                                                  | 1.125                                            | 1.125                                            |
| 2011                                                | 2011                                             |                                                  | 1.277                                            | 1.277                                            |
| 2021                                                | 2021                                             |                                                  | 1.389                                            | 1.389                                            |
| 2025                                                | 2025                                             |                                                  | 1.384                                            | 1.384                                            |
| Quelle(n): Statistik Austria, Gebietsstand 1.1.2021 |                                                  |                                                  |                                                  |                                                  |

## Kultur und Sehenswürdigkeiten

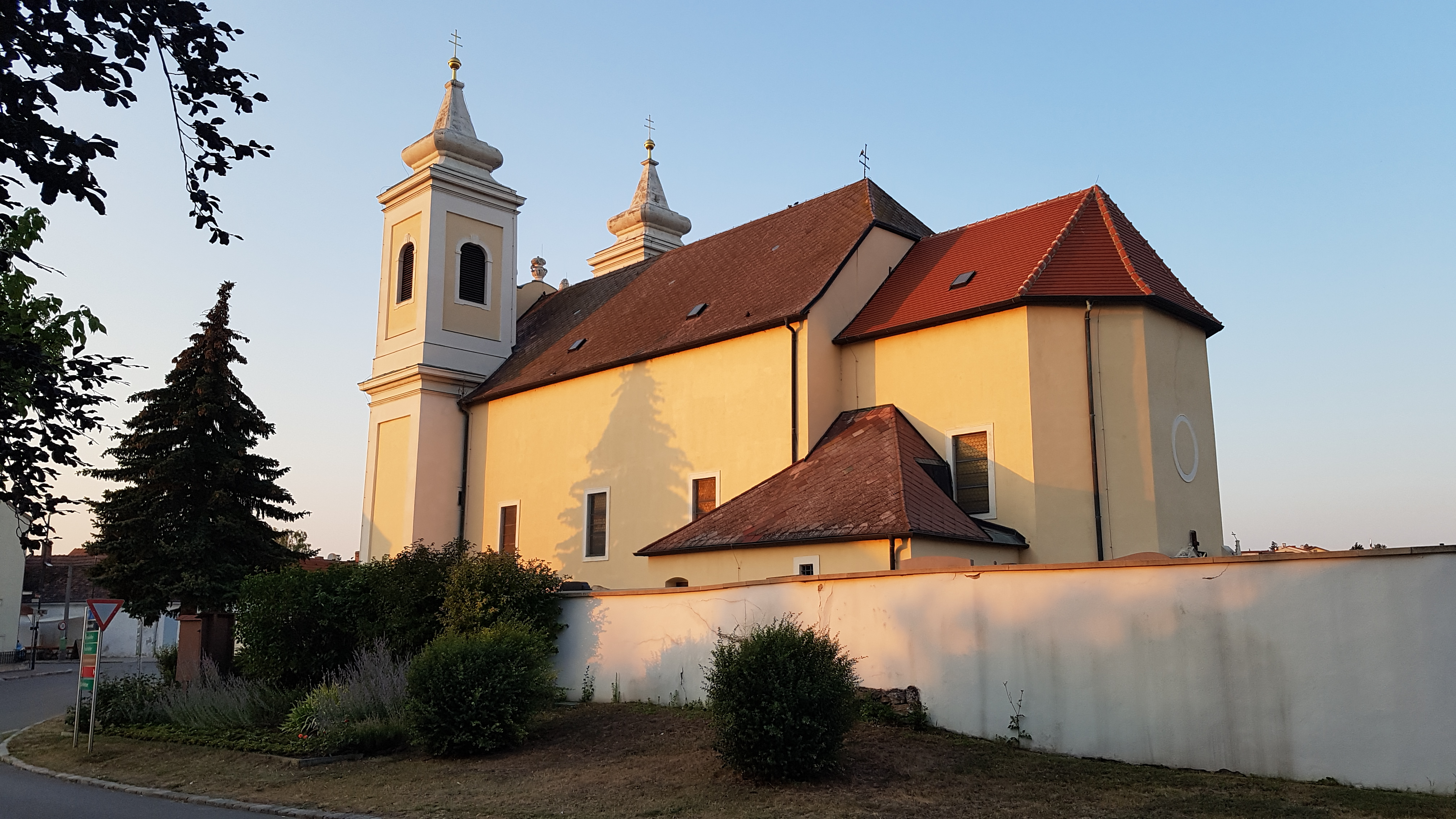
Pfarrkirche Winden am See

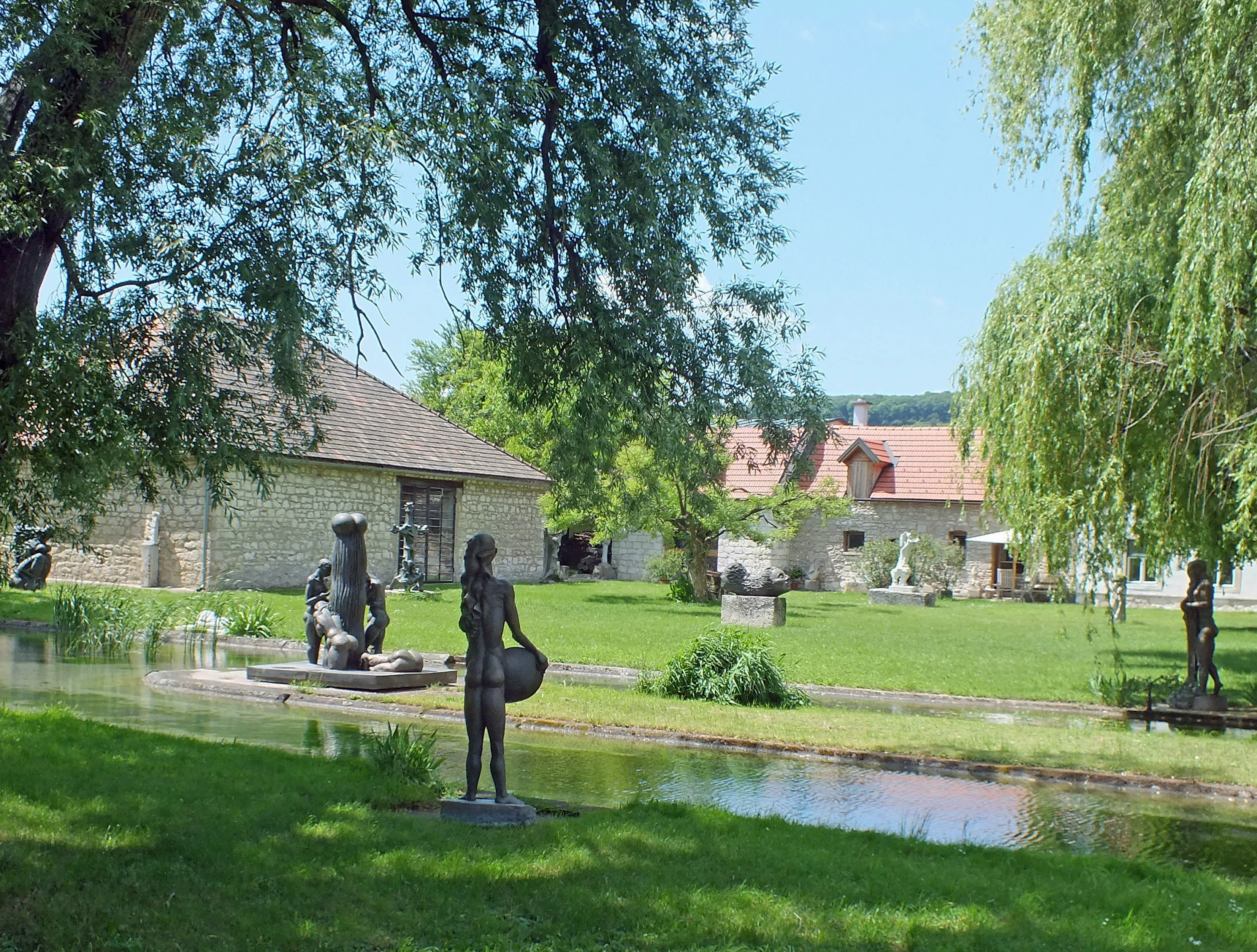
Im Freilichtmuseum Wander Bertoni

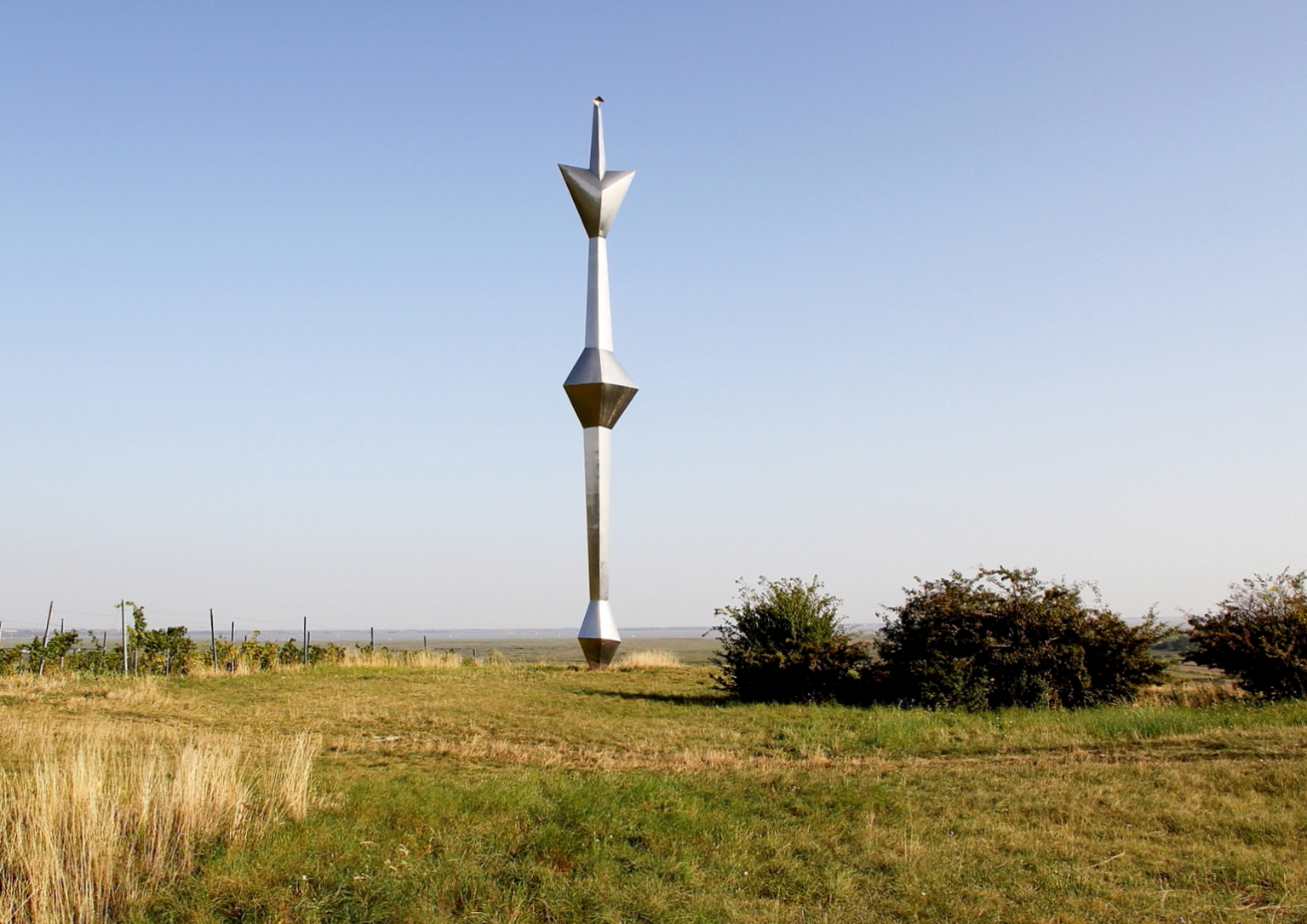
„Sonnenanbeter“ am Kirchberg, ein Werk von Bertoni aus dem Jahr 1963

- Pfarrkirche Winden am See: Barocker Kirchenbau, errichtet 1725 durch den kaiserlichen Hofsteinmetz- und Kirchenbaumeister Elias Hügel, nachdem 1683 die alte Pfarrkirche durch den Einfall der Türken niedergebrannt wurde. Zwei Westtürme. 1997/98 zeitgenössische Neugestaltung von Volksaltar und Ambo durch Wander Bertoni.
- Freilichtmuseum Wander Bertoni: Das Freilichtmuseum des Bildhauers Wander Bertoni wurde in die alte Gritsch-Mühle eingebunden, es werden ca. 480 Objekte gezeigt; Errichtung eines neuen Ausstellungspavillons durch den Architekten Johannes Spalt.
- Zeilerberg: Der Zeilerberg bietet mit seinen Trockenrasen den Lebensraum für viele Schmetterlingsarten und andere seltene Insekten der pannonischen Klimazone. Der Zeilerberg befindet sich ca. 3 km nördlich von Winden am See.
- Windener Kirchberg: der Kirchberg östlich des Ortes beherbergt einen Trockenrasen mit einem Vorkommen der sehr seltenen Sand-Lotwurz.
- Bärenhöhle: Am Fuße des Zeilerberges liegen die Eingänge zur Bärenhöhle, in der das Große Mausohr, Österreichs größte Fledermausart, seinen Unterschlupf hat. In der Höhle wurden Skelette von Höhlenbären und anderen ausgestorbenen Säugetierarten entdeckt. Seit 4. Februar 1929 steht die Höhle unter Denkmalschutz.
- Der Sonnenanbeter, gefertigt von Wander Bertoni, am Kirchberg ist die größte Plastik in der Gemeinde und wurde 1963 errichtet.

## Verkehr
Straße:  
- Straße: Winden am See liegt an der Burgenland Straße (B 50) sowie an der L311 Richtung Kaisersteinbruch.
- Bahn: Der Ort ist mit der Pannoniabahn an das Bahnnetz der Ostbahn angeschlossen.

## Politik

### Gemeinderat
Die Gemeindevertretung hat insgesamt 19 Sitze.
- Mit den Gemeinderatswahlen im Burgenland 2007 hatte die Gemeindevertretung folgende Verteilung: 14 SPÖ, und 5 ÖVP.
- Mit den Gemeinderatswahlen im Burgenland 2012 hatte die Gemeindevertretung folgende Verteilung: 15 SPÖ, und 4 ÖVP.
- Mit den Gemeinderatswahlen im Burgenland 2017 hatte die Gemeindevertretung folgende Verteilung: 10 SPÖ, 7 ÖVP, 1 Grüne und 1 FPÖ.
- Mit den Gemeinderatswahlen im Burgenland 2022 hat die Gemeindevertretung folgende Verteilung: 10 SPÖ, 6 ÖVP, 2 Grüne und 1 FPÖ.[4]

### Bürgermeister
- seit 1997 Erwin Preiner (SPÖ)

## Persönlichkeiten

### Söhne und Töchter der Gemeinde
- Gregor Nagl (1740–1793), Webermeister, wurde 1778 als erster „Nicht-Steinmetz“ Ortsrichter in Kaisersteinbruch
- August Ernst (1924–2013), Vorstand der Abteilung XII/2 beim Amt der Burgenländischen Landesregierung – somit Direktor des Landesarchivs und der Landesbibliothek.[5]
- Erwin Preiner (* 1962), Hauptschullehrer, österreichischer Politiker (SPÖ), Mitarbeiter des Präsidenten des österreichischen Bundesrates, Juli–Dezember 2009 turnusgemäß dessen Präsident

### Personen mit Bezug zur Gemeinde
- Wander Bertoni (1925–2019), Bildhauer, lebte seit 1965 in Winden am See